# Пркос (биљка)
Пркос (лат. Portulaca grandiflora) је врста сукулентних биљака из истоимене породице Portulacaceae. Због својих крупних, разнобојних цветова и изузетно малих захтева према условима станишта једна је од омиљених баштенских биљака.
Име рода Portulaca потиче од латинске речи portula, што значи „мала врата”, а односи се на величину ситних отвора на плоду кроз које испада семе. Име врсте grandiflora односи се на величину цветова. Домаће име пркос ова врста добила је захваљујући својој отпорности на неповољне услове средине.

## Распрострањеност
Потиче из Јужне Америке. Природни ареал простире се на територији Бразила, Аргентине и Уругваја. На природним стаништима расте као перена, али се код нас гаји као једногодишња биљка. Веома је прилагодљива врста, па се често дешава да подивља и из вртова се прошири и нађе се у слободној природи. Иако је у нашем поднебљу једногодишња биљка, његово семе се лако расејава и има велику клијавост, што је разлог успешног ширења у природи ван природних станишта. Понекад је чак потребно применити и неке мере контроле раста, како се не би претворио у инвазивну биљку, јер се тешко искорењује.

## Изглед
Пркос је сукулентна биљка ниског раста. Стабло је сочно је и меснато, црвенкасте боје, веома разгранато. Достиже висину од 10 до 20 цм. Листови су ситни, цилиндрични, меснати и на врху зашиљени. Цветови су крупни, 2-4 цм у пречнику, појединачни и без мириса, са израженим прашницима. Могу бити једноставни или пуни, са више редова латица. Јављају се у разним бојама: бели, жути, наранџасти, ружичасти, црвени, љубичасти или вишебојни. Цвета непрекидно од јуна до првих мразева. Цветови се у сумрак и за време облачних дана затварају. Плод је чаура са поклопцем, пуна бројног, веома ситног семена. Семе задржава клијавост до четири године.
- Сочно стабло са листићима
- Сорта са простим цветовима
- Сорта са полупуним цветовима
- Сорта са пуним цветовима
- Сорта са вишебојним цветовима

## Услови станишта
За успешан раст пркос тражи обиље сунца и топлоте. Изузетно је отпоран на сушу и веома добро подноси летњу жегу, али не подноси дуготрајну влагу. Најбоље расте на топлом и сувом, сиромашном, песковитом земљишту, док на превише богатом и хранљивом формира мање цветова. У повољним условима пркос је изузетно здрава биљка и осим биљних ваши које га могу напасти ако расте у претерано влажној средини, нема других штетника.

## Употреба
Пркос је једна од омиљених баштенских цветних врста. Најчешће се користи за сетву на слободном простору, као покривач тла, или као ниска врста на рубовима цветњака и перењака. Често се користи и за обрубе уз стазе и путеве, као и између камених стаза, на подзидима, алпинумима и сл. Тражи минимално влаге и погодна је за скромне животне услове. Такође се успешно развија и у посудама, па је погодан и као саксијска врста на прозорима, терасама и балконима.
Пркос спада у медоносне врсте и радо га посећују пчеле и други инсекти.

### Сорте
Познате баштенске сорте пркоса су Cupido и Samba са изразито крупним цветовима и Margarita са полупуним цветовима.
- Пркос као покривач тла
- Пркос у ниском цветњаку на градском скверу
- Пркос у алпинуму
- Пркос као обруб уз ивицу стазе, поред каменог зида
- Пркос у посуди на прозору